# Sachiko Yamashita
Sachiko Yamashita (Japans: 山下 佐知子,Yamashita Sachiko) (Tottori, 20 augustus 1964) is een voormalige Japanse marathonloopster.

## Loopbaan
Yamashita groeide op in de Japanse stad Tottori. Haar marathondebuut maakte ze in 1989 bij de marathon van Nagoya, waar zij op een vierde plaats finishte in 2:34.59.
Twee jaar later kwalificeerde ze zich voor de wereldkampioenschappen in Tokio door het winnen van dezelfde wedstrijd. Op de WK won ze een zilveren medaille door met een PR-tijd van 2:29.57 achter de Poolse winnares Wanda Panfil en voor de Duitse Katrin Dörre te eindigen.
Op de Olympische Spelen van 1992 in Barcelona eindigde ze met een vierde plaats in in 2:36.26 net buiten de medailles.

## Persoonlijk record
| Onderdeel | Prestatie | Datum            | Plaats |
| --------- | --------- | ---------------- | ------ |
| marathon  | 2:29.57   | 25 augustus 1991 | Tokio  |

## Palmares

### 10 km
- 1993:  Kickoff Classic in Boulder - 18.08

### 20 km
- 1987:  Kobe Women's - 1:10.54
- 1988:  Kobe Women's - 1:09.47

### halve marathon
- 1987: 7e halve marathon van Sapporo - 1:19.03
- 1989:  halve marathon van Sapporo - 1:12.26
- 1989:  halve marathon van Shibetsu - 1:14.44

### marathon
- 1989: 4e marathon van Nagoya - 2:34.59
- 1989: 34e New York City Marathon - 2:53.15
- 1990: 8e marathon van Osaka - 2:33.17
- 1990:  marathon van Sapporo - 2:35.41
- 1991:  marathon van Nagoya - 2:31.02
- 1991:  WK - 2:29.57
- 1992: 4e OS - 2:36.26

### veldlopen
- 1987: 90e WK in Warschau (5 km) - 18.19
- 1990: 61e WK in Aix-les-Bains (6 km) - 20.35